# Estación Ingeniero Williams
Ingeniero Williams era una estación ferroviaria ubicada en el Partido de Navarro, provincia de Buenos Aires, Argentina.

## Servicios
La estación formaba parte del Ferrocarril Midland de Buenos Aires que unía la Estación Puente Alsina con la ciudad de Carhué. A partir de la nacionalización de 1948, pasó a formar parte del Ferrocarril General Belgrano.
La línea fue clausurada en 1977, inmediatamente las vías fueron levantadas desde Plomer a Carhué.